# دم‌کوتاه سائوتومه
دم‌کوتاه سائوتومه (نام علمی: Motacilla bocagii)، که همچنین به نام نوک‌دراز بوکاژ شناخته می‌شود، گونه‌ای از پرندگان گنجشک‌سان از خانواده دم‌جنبانکان است. به عنوان تنها عضو از سردهٔ Amaurocichla رده‌بندی شده‌است، اما یک مطالعه تبارزایی در سال ۲۰۱۵ آن را در میان دم‌جنبانک‌های سردهٔ Motacilla جای داد. این گونه بومی بخش مرکزی و جنوبی جزیره سائوتومه است. زیستگاه طبیعی آن جنگل‌های دشت نمناک نیمه‌گرمسیری یا گرمسیری است. این گونه جمعیت کمی دارد و در معرض خطر نابودی زیستگاه است.